# Sywell Aerodrome
Sywell Aerodrome (Northampton/Sywell Aerodrome) är en flygplats i Storbritannien.   Den ligger i grevskapet Northamptonshire och riksdelen England, i den södra delen av landet, 100 km nordväst om huvudstaden London. Sywell Aerodrome ligger 123 meter över havet.
Terrängen runt Sywell Aerodrome är huvudsakligen platt. Sywell Aerodrome ligger uppe på en höjd. Runt Sywell Aerodrome är det tätbefolkat, med 266 invånare per kvadratkilometer. Närmaste större samhälle är Northampton, 8,7 km sydväst om Sywell Aerodrome. Trakten runt Sywell Aerodrome består till största delen av jordbruksmark.